# Аскреа
Аскреа (італ. Ascrea) — муніципалітет в Італії, у регіоні Лаціо,  провінція Рієті.
Аскреа розташована на відстані близько 55 км на північний схід від Рима, 25 км на південний схід від Рієті.
Населення — 243 особи (2014).
Щорічний фестиваль відбувається 6 грудня. Покровитель — святий Миколай.

## Демографія
Населення за роками:

Станом на 1 січня 2023 року в муніципалітеті офіційно проживали 22 іноземці з 5 країн, серед них 15 громадян країн Євросоюзу.

## Сусідні муніципалітети
- Кастель-ді-Тора
- Колледжове
- Лонгоне-Сабіно
- Марчетеллі
- Паганіко-Сабіно
- Поццалья-Сабіна
- Рокка-Сінібальда
- Варко-Сабіно